# Lukovac Srednji
Lukovac Srednji je nenaseljeni otočić u otočju Lastovci, istočno od Lastova. Otok je od Lastova udaljen oko 1080 metara, a najbliži otoci su mu Lukovac Gornji, oko 200 m prema istoku i Lukovac Mali, oko 90 metara prema zapadu.
Površina otoka je 16.611 m2, duljina obalne crte 526 m, a visina 22 metra.